# Есь
Есь — река юго-восточных отрогов Абаканского хребта, левый приток Таштыпа, делясь однако часть устьевых рукавов впадает также в Тёю и Абакан. Образована слиянием рек Малая Есь и Большая Есь.
Длина 31 км (с Большой Есью — 71 км), площадь водосбора — 670 км². Протекает по территории Аскизского района.
На берегах несколько поселений, в том числе с. Полтаков, центральная усадьба бывшего Есинского совхоза. Сток Еси используется практически полностью для орошения внутрихозяйственной оросительной системой. В засуху сток Еси резко сокращается.

## Данные водного реестра
По данным государственного водного реестра России относится к Енисейскому бассейновому округу, водохозяйственный участок реки — Енисей от Саяно-Шушенского г/у до впадения реки Абакан, речной подбассейн реки — Енисей между слиянием Большого и Малого Енисея и впадением Ангары. Речной бассейн реки — Енисей.